# Puerto Salgar
Puerto Salgar è un comune della Colombia facente parte del dipartimento di Cundinamarca.
Il centro abitato venne fondato da Eustorgio Salgar nel 1935.